# Rascal, el mapache
Rascal, el mapache (あらいぐまラスカル Araiguma Rasukaru?, "Mapache Rascal"), también conocida simplemente como Rascal, es una serie de anime de 1977 dirigida por Hiroshi Saitô, Seiji Endô y Shigeo Koshi.  La serie, que cuenta con 52 episodios, está basada en la novela autobiográfica Rascal (1963) de Sterling North y fue adaptada para la televisión por Akira Miyazaki entre otros.  Se estrenó en Japón por Fuji TV el 2 de enero de 1977 como parte del contenedor infantil World Masterpiece Theater ("Teatro de Obras Maestras Mundiales," también conocido como las series "Meisaku") de Nippon Animation y concluyó el 25 de diciembre del mismo año.
La serie narra un año en la vida del escritor Sterling North, durante el cual mantuvo una tierna amistad con un mapache al que adoptó y llamó "Rascal."  Rascal, el mapache fue precedida por Marco, de los Apeninos a los Andes (1976) y seguida por Sin familia (1978).  La serie fue emitida en España a lo largo de los años 90 a través de Antena 3 Televisión y Telecinco; también está disponible en volúmenes de DVD distribuidos por Planeta Júnior.

## Trama

### El encuentro
En mayo de 1914 en Brailsford, Wisconsin, un pequeño pueblo cercano a la ciudad de Milwaukee, viven Sterling North y su familia; durante la misma época se desarrolla la Primera Guerra Mundial en Europa.  Sterling es un niño de once años que ama y respeta a los animales.  Por esta razón guarda una gran amistad con su perro Wowser, un fiel San Bernardo, el cuervo Poe, y seis mofetas entre otros.  Su historia comienza mientras su madre se encuentra lejos en un hospital de Milwaukee, combatiendo una enfermedad desconocida.  Mientras que Elizabeth North está internada, Sterling y su padre, Willard North, se las apañan como pueden para llevar su vida a cabo, notando con frecuencia la falta de la señora.  Reciben ayuda por parte de la Sra. Hackett, su ama de llaves, quien no guarda mucha simpatía hacia las mascotas de Sterling.
Una tarde después de clase Sterling se une con su mejor amigo, Óscar Sunderland, para ir a pescar en un río en el bosque de Wentworth, acompañados por Wowser.  En el bosque, el olfato de Wowser lleva a los tres a descubrir el escondite de una madre mapache que sale a la defensa de su cría.  Aparece un cruel cazador que sin piedad dispara a la mapache, ignorando las súplicas de Sterling diciéndole que la mapache tiene una cría indefensa.  Sterling y Óscar se apiadan del pequeño huérfano y se lo llevan de regreso con ellos a Brailsford.  Deciden rápidamente que Sterling cuidará del animal, ya que Óscar sabe que su padre, Herman Sunderland, jamás le permitiría traérselo a casa.  La madre de Óscar, Greta Sunderland, inmediatamente comprende la necesidad del mapache y enseña a Sterling cómo debe alimentarlo usando un trozo de paja.  Sammy Stillman, un niño abusón e hijo de un dueño de una confitería, no tarda en encapricharse con la nueva mascota de Sterling y trata de arrebatárselo numerosas veces.

### Los primeros meses
En casa la mayoría aceptan a Rascal, empezando por Wowser, quien se torna en su fiel protector, y el señor North, que permite sin condición que el mapache sea parte de la familia.  Por otro lado, el cuervo Poe y Rascal no logran llevarse bien; ambos tienen una atracción por objetos brillantes que en varias ocasiones los lleva a una pelea a uñas y dientes.  La Sra. Hackett no guarda tanta antipatía hacia Rascal como hacia Wowser y Poe, pero aun así insiste en mantenerlo lejos de la mesa o de cualquier lugar donde su presencia pueda ser poco higiénica.  Rascal también encuentra amistad fuera de la casa de los North, en Donnybrook, el caballo del vecino Mike Cunway, y numerosas personas en Brailsford, con la notable excepción del señor Gabriel Thurman, a quien constantemente se le puede escuchar gruñir.  Rascal pasa la mayor parte de su infancia dentro de un agujero en un roble en el jardín hasta el día que está lo suficientemente crecido como para aventurarse y explorar el mundo que le rodea.  Rascal, por naturaleza, es un animal curioso, y a pesar de seguir sus instintos, con frecuencia se ve maravillado tras numerosos descubrimientos e incidentes.  A medida que Rascal va creciendo, Sterling busca su vieja silla de la infancia para que el mapache pueda formar parte a la mesa con la familia.  Es así como Rascal descubre su afición por los alimentos dulces, como los terrones de azúcar, y también cómo una noche después de ser sorprendido en la cocina por la Sra. Hackett, la ataca arañándole la mano.  La Sra. Hackett pierde entonces su poca simpatía hacia los animales y poco después, por motivos personales, decide dejar la casa de los North.
El señor North lleva a su hijo a Milwaukee a visitar a su madre, quien se encuentra grave internada en un hospital.  Los médicos le dicen que su enfermedad puede tratarse de un cáncer maligno y que necesita ser operada; el señor North ve apropiado el no enterar a Sterling de esta posibilidad, confiándoselo solamente a sus hijas mayores, Theodora y Jessica.  La operación aparenta salir bien y en pocos días la señora North regresa a su casa encontrándose débil pero sintiéndose bien; al menos, esta es la impresión que desea causarle a su hijo, puesto que le confiesa a su marido el saber que sus días están contados, aún después de que todos daban la operación como un éxito.  Sterling se siente muy feliz con su madre en casa y hace planes para aprovechar al máximo sus vacaciones de verano.  Desafortunadamente, el primer día de las vacaciones, tras una exitosa pesca, Sterling regresa a casa y descubre que su madre ha sufrido una inesperada recaída que pone en muy grave peligro su vida.  El médico le urge al señor North que vaya en contra de la voluntad de su esposa y la interne de nuevo en un hospital donde pueda ser atendida.  Poco después, la señora Elizabeth North fallece dejando huérfano de madre a Sterling y sus dos hermanas; cuarenta y siete campanas suenan en la iglesia durante el funeral de la señora.  La pérdida de su madre es naturalmente un duro golpe para Sterling, quien encuentra un poco de consuelo en su familia y también en sus mascotas, en especial al mapache Rascal.

### El verano
Un mes después de la muerte de la señora North llegan las ansiadas vacaciones de verano.  A Brailsford llegan también los señores James, el nuevo propietario de la estación de ferrocarril, y Catherine Stevenson, quienes traen consigo a sus dos hijas, Flora, la mayor, y Alicia, quien tiene la edad de Sterling, y también a la madre del señor James, la abuela Clarissa Stevenson.  Tan pronto se entera de la llegada de Alicia, Sterling desea más que nada el hacerse su amigo.  Después de que él y Óscar auxilian a la abuela Clarissa en el bosque de Wentworth, ambos consiguen hacerse buenos amigos de la niña.
El señor North invita a Sterling a pasar unos días cerca del lago, esperando que pueda alejarse de los recuerdos de su madre por un tiempo, una aventura a la que se apuntan Alicia, Flora y la abuela Clarissa.  Pasan días formidables cerca del lago, y con la ayuda de Rascal, encuentran una misteriosa cueva donde alguien ha pintado cariñosamente la imagen de una mujer; cerca de la imagen aparece la palabra "mommy" ("mamá").  Pronto descubren al autor de dicha imagen, un joven llamado Carl que vive en una solitaria cabaña adentrada en el bosque, junto a los muchos animales que le respetan y le consideran su amigo.  Carl reconoce al señor North, puesto que él y su padre, Bert Marty, habían sido grandes amigos antes de que éste muriera años antes.  Carl invita a los North y a los Stevenson a pasar el resto de sus cortas vacaciones en su cabaña.  Sterling se asombra por sus habilidades para pescar, y de la manera noble en la que consigue hacerse amigo de diferentes clases de animales.
Los problemas crecen para Sterling y su padre una vez de nuevo en Brailsford.  Óscar, con buena intención, regala a Rascal un trozo de maíz tierno que vuelve loco al animal.  El maíz le gusta de tal forma que pronto empieza a escaparse por las noches con la intención de comerse el maíz en los campos de los vecinos, respetando sólo el de los North.  Pronto los vecinos, entre ellos Mike Conway y Gabriel Thurman, le exigen a Sterling que haga algo al respecto.  Mike Conway sugiere que encerrar a Rascal es lo mejor, mientras que el señor Thurman insiste en matarlo; el Reverendo Hooton está en contra de matar al animal, pero también sugiere que Sterling busque una solución.  Con dolor, el señor North le pide a Sterling que construya una jaula en el jardín cerca del roble para evitar más problemas; él y Mike Conway le recuerdan a Sterling que es mejor que el mapache sea encerrado antes de que el señor Thurman lo elimine como ha prometido hacer.  Sterling considera la idea de escaparse de casa e irse a vivir al bosque junto a Rascal, pero pronto se da cuenta de que esa no es la solución.  Se le alarga el tiempo para decidirse cuando recibe una carta de Carl invitándolos a él, a Alicia y a Flora a pasar unos días en el hotel de su tío en un lugar llamado Three Lakes ("Tres lagos").
En el hotel de Three Lakes Carl enseña a Sterling y Alicia a remar una canoa y les presenta a sus animales amigos: ciervos, mapaches, zorros... e incluso una osa llamada Tanga, a la cual Alicia y Flora temen al principio.  El tío de Carl decide que Tanga puede presentar un peligro para los visitantes del hotel, y cuando ésta comienza a entrar en las habitaciones de los huéspedes, decide que lo mejor será eliminarla.  Carl, naturalmente, se niega rotundamente a que su tío le haga daño a su amiga y se interpone entre su escopeta y la osa causándole una fuerte herida en la pierna.  Flora, Alicia y Sterling se apiadan de Carl y lo ayudan a recomponerse mientras guarda reposo.  El tío de Carl está apenado y avergonzado de su conducta y le promete a Sterling que no volverá a intentar a matar a la osa Tanga.  Los animales del bosque amigos de Carl vienen a visitarlo cuando notan su ausencia y todos, en especial Sterling, se conmueven mucho con el cariño que dichos animales expresan hacia Carl; Sterling decide entonces intentar hacerse amigo de todos los animales, esperando que un día le respeten tanto como a Carl.
Pronto llega al hotel el señor North acompañado por la abuela Clarissa, después de que ambos deciden el no poder aguantar más el calor de Brailsford.  Sterling y Alicia se aventuran en la canoa de Carl hacia el bosque; Rascal guía a Alicia a una cueva donde una madre ciervo resguarda a su cría enferma.  Alicia y Sterling, con el consentimiento de la madre ciervo, llevan al cervatillo de regreso a Three Lakes, donde Carl, que se encuentra estable y pudiendo caminar con la ayuda de una muleta fabricada por Sterling, les aconsejará en cómo cuidarlo.  Tras recuperarse, el cervatillo es llevado por Sterling de nuevo al bosque, dónde éste nota con tristeza el cariño que Rascal y los dos ciervos se muestran mutuamente.  Sterling toma entonces la dura decisión de abandonar a Rascal en el bosque, esperando que allí encuentre un agradable hogar donde sepa valerse por sí mismo.  El señor North acompaña a su hijo, diciéndole que tal vez Rascal no esté de acuerdo en separarse de él.  Rascal le da la razón cuando desesperado persigue la canoa deseando regresar al hotel con ellos.  Sterling toma a Rascal en sus brazos, aliviado de que el mapache haya decidido por su cuenta el permanecer a su lado.
Antes de que regresen a Brailsford, Carl invita a sus huéspedes a tomar parte de una fiesta estival junto al lago.  Los North y los Stevenson se divierten mucho en esta fiesta donde cantan, bailan y presencian los fuegos artificiales.  El señor North, Sterling, Alicia, Rascal, Flora y la abuela Clarissa regresan a Brailsford satisfechos con sus inolvidables vacaciones en Three Lakes; Alicia y Sterling ansiosamente desean poder regresar el año próximo.  Para Sterling el fin de las vacaciones también significa una vez más el tener que pensar en cómo mantendrá a Rascal bajo control y alejado de la propiedad de los vecinos.

### Diferencias entre la serie y el libro
Para la versión animada de Rascal de Sterling North se pueden apreciar un número de diferencias entre dicha adaptación y la obra original de 1963; entre ellas destacan:
- La trama en la obra original transcurre en el año 1918, mientras que en la serie, para incluir al personaje de Elizabeth North, madre de Sterling, el año es 1914.  Esto crea un error cronológico en la serie, ya que esta figura la epidemia de la gripe española ocurriendo en 1914, cuando en realidad ocurrió en el otoño de 1918.

- En el primer episodio de la serie, Sterling North y Óscar Sunderland encuentran a una madre mapache con una sola cría.  Pronto aparece un cazador que sin piedad dispara a la madre y echa a un lado a su pequeño considerándolo inútil por su tamaño.  En la obra de North, Sterling y Óscar encuentran en el bosque a una madre mapache con cuatro crías.  Después de tratar de capturar a la madre, ésta huye con tres de sus pequeños siguiéndola mientras que Óscar logra capturar al cuarto.  Enseguida Sterling adopta al bebé mapache y se lo lleva a su casa.

- Elizabeth North, la madre de Sterling, muere en la serie con cuarenta y siete años de edad tras sufrir una recaída en su batalla contra el cáncer; Sterling tiene once años cuando esto sucede.  Antes de regresar a Brailsford ella pasa un largo tiempo en un hospital de Milwaukee, sabiendo que su esperanza de recuperarse es muy escasa.  En la obra original la campana de la iglesia también suena cuarenta y siete veces durante el funeral de Elizabeth, pero se indica que esto había sucedido cuatro años antes del comienzo de la narración, cuando Sterling tenía siete años de edad; las causas de su muerte nunca se dan a conocer.

- Sterling tiene un hermano mayor, Herschel North, que no figura en la serie.  Sterling menciona que su hermano está luchando en Soissons, Francia en 1918 durante la Primera Guerra Mundial.

- El personaje de Gabriel Thurman en la obra de North era en realidad un reverendo; el Reverendo Thurman tiene un carácter agrio similar al personaje de la serie, y constantemente está detrás de Rascal para eliminarlo.  Este cambio se debe al deseo de mantener separados a un representante de la iglesia de otro que representa a un cruel antagonista.  Existe otro reverendo en el texto original, el Reverendo Hooton, quien sí figura en la serie cómo tal.

- Muchos de los personajes que figuran en la serie no aparecen ni se mencionan en el libro: entre ellos están Marta, la hija de Mike Conway, Alicia Stevenson y su familia, Carl y su osa Tanga entre varios otros.  El décimo-octavo episodio de la serie, "El increíble joven que conocimos en el bosque," revela que Carl es hijo de Bert Marty; en la obra de North, Sterling encuentra a un hombre viviendo en una solitaria cabaña en el bosque, al igual que Carl, con el nombre de Bert Bruce.  El marido de Theodora, y cuñado de Sterling, Arthur, aparece en el libro con el nombre de Norman.

## Personajes

### Familia North
- Sterling North:

El protagonista de la historia, Sterling es joven que ama a los animales y los considera sus más fieles amigos.
- Willard North:

Padre de Sterling. Es un hombre con mucha paciencia y de buen carácter. Comprende el afecto que Sterling siente hacia sus mascotas, pero también espera de él que cumpla sus obligaciones, particularmente en la escuela. A menudo defiende a su hijo cuando se mete en problemas con los vecinos y está siempre dispuesto a resolver el problema con calma. Sufre tras la muerte de sus esposa, Elizabeth, debido a un cáncer maligno.
- Elizabeth Nelson North:

Madre de Sterling. Desde el comienzo de la historia se revela que ella está gravemente enferma y que su salud se deteriora rápidamente. Durante sus últimos días, es muy comprensible con Sterling, dándole cualquier capricho y escuchando con afecto las muchas historias que Sterling cuenta con entusiasmo sobre sus animales, en especial Rascal.
- Jessica North:

Es la segunda hija de los North. Menos comprensiva que su hermana mayor Theodora, Jessica acostumbra a regañar a Sterling por su irresponsabilidad sobre sus animales, pero también les aguarda con bastante cariño. Suele preocuparse por sus padres a menudo.
- Theodora North:

La hija mayor de los North.  Está casada con un joven llamado Arthur y tras la muerte de su madre, ella pretende ocupar de cierto modo su puesto. En un momento sugiere que Sterling abandone Brailsford para irse a vivir con ella en la ciudad de Milwaukee, donde ella cree que podrá gozar mejor de su niñez, apartado de los problemas financieros de su padre y dándole a éste un descanso.
- Alfred North:

- Lillian North:

- Charles, Winfred y Ernest North:

### Familia Sunderland
- Óscar Sunderland:

Es el mejor amigo de Sterling y lo acompaña en muchas de sus aventuras con Rascal y sus otros animales. Óscar proviene de una familia pobre y a menudo debe de ayudar a su padre en los duros labores de la cosecha. Vive con temor de su padre, un hombre alcohólico que acostumbra a comportarse de manera violenta.
- Greta Sunderland:

La madre de Óscar. La señora Sunderland, a diferencia de su marido, tiene un carácter muy apacible y amable. Siente que su hijo no pueda dedicar su tiempo a su niñez, pero entiende que debido a su situación él tenga que ayudar para que la familia pueda sobrevivir. Es ella quien enseña a Sterling a cuidar al pequeño Rascal cuando éste es tan sólo una cría.
- Herman Sunderland:

El padre de Óscar. Un hombre muy trabajador pero incomforme con su situación. Por esta razón, con frecuencia suele emborracharse, lo que le conduce a actuar de manera violenta y un tanto cruel con su esposa e hijo. También es muy orgulloso y no acepta ayuda de nadie pues lo entiende como caridad que prefiere rechazar. Su carácter comprensivo sale a la luz cuando está sobrio.

### Familia Stevenson
- Alicia Stevenson:

Una niña de la misma edad de Sterling que con rapidez se gana la simpatía y la admiración de éste. Tiene buenos modales y es muy considerada, encariñándose rápidamente con Rascal y los demás animales.
- Clarissa Stevenson:

La abuela paterna de Alicia y Flora.  Ella no está dispuesta a asumir que su avanzada edad le impida a hacer cosas y se niega a quedarse en casa mientras los demás se divierten, lo cual suele resultar en algún tipo de imprevisto.
- Flora Stevenson:

- James Stevenson:

- Catherine Stevenson:

### En Brailsford
- Slammy Stillman:

- Marta Conway:

- Mike Conway:

- Sr. Gabriel Thurman:

- Reverendo Hooton:

- Señorita Whalen:

- Sr. Garth Shadwick:

- Sr. Harris:

### Otros
- Sra. Hackett:

- Carl Marty:

### Animales
- Rascal:

- Wowser:

- Poe:

- Donnybrook:

- Ginger:

- Tanga:

## Doblaje al español
- Asunción Díaz - Sra. Hackett, Abuela Clarissa
- Belén Oskoz - Óscar Sunderland

### Errores de doblaje
- En el quinto episodio de la serie, Un regalo para Óscar, la actriz de doblaje de Óscar Sunderland, Belén Oskoz, llama erróneamente "Óscar" a Sterling cuando se despide brevemente de él.[2]

- En el cuadragésimo séptimo episodio, El ternero se pone en pie, se puede ver a la tía de Sterling, Lillian North, ofreciendo palabras de confortación a la vaca Lucy mientras da a luz.  Sin embargo, en el doblaje al español permanece muda.[3]

## Temas musicales
- Japón: (Inicio) "Rock River e", (Cierre) "Oide Rascal" cantadas por Kumiko Ōsugi
- España: "Rascal der Waschbär"

## Listado de episodios
- 1. Mi amigo enmascarado
- 2. Mi nuevo amigo
- 3. ¿Quién cuidará de los animales?
- 4. La luna sobre Milwaukee
- 5. Un regalo para Óscar
- 6. Adiós a mis mofetas
- 7. ¿Quién corre más, el coche o el caballo?
- 8. Las ranas y el boxeo
- 9. El día más hermoso de Sterling
- 10. La primera exploración
- 11. El terrón de azúcar desaparecido
- 12. Un libro y dos centavos
- 13. El primer día de las vacaciones de verano
- 14. El niño que ha perdido a su madre
- 15. Me gustaría ser amigo de Alicia
- 16. Una fiesta muy divertida
- 17. Aventuras de Rascal
- 18. El increíble joven que conocimos en el bosque
- 19. Rascal y el maíz tierno
- 20. El sufrimiento de Sterling
- 21. Un momento de peligro
- 22. Los animales del bosque y del lago
- 23. Carl tiene un accidente
- 24. ¡Corre, corre, canoa!
- 25. El cervatillo que encontramos en el bosque
- 26. Fiesta estival en el bosque y en el lago
- 27. El collar y la correa
- 28. El interior de la jaula
- 29. Volemos hacia el cielo estrellado
- 30. No seas mezquino
- 31. El día de los fuegos artificiales
- 32. El regreso de las aves migratorias
- 33. La victoria de Donnybrook
- 34. Una carta molesta
- 35. Carl y Flora
- 36. El anciano que esperaba
- 37. Las desgracias nunca vienen solas
- 38. Bonitos recuerdos
- 39. El día de mi cumpleaños
- 40. Las primeras nieves
- 41. Un paciente poco común
- 42. Se acerca la navidad
- 43. Espléndidos regalos
- 44. Pelea en el hielo
- 45. Los azotes de mamá
- 46. El semblante solitario de papá
- 47. El ternero se pone en pie
- 48. La doma del caballo resabiado
- 49. El iglú
- 50. La botadura de la canoa
- 51. La última semana
- 52. Un nuevo comienzo